# Sérgio Toledo (político)
Sérgio Toledo de Albuquerque (Maceió, 29 de janeiro de 1962),  é um tabelião e político brasileiro, filiado ao Partido Verde (PV). Nas eleições de 2018, foi eleito deputado federal por Alagoas.

## Desempenho em eleições
| Ano  | Eleição             | Coligação                                                                                        | Partido | Candidato a       | Votos  | Resultado  |
| ---- | ------------------- | ------------------------------------------------------------------------------------------------ | ------- | ----------------- | ------ | ---------- |
| 1998 | Estadual em Alagoas | Unidos por Alagoas                                                                               | PPB     | Deputado estadual | 6.347  | Não eleito |
| 2002 | Estadual em Alagoas | sem coligação                                                                                    | PSB     | Deputado estadual | 13.485 | Eleito     |
| 2006 | Estadual em Alagoas | Alagoas muda para crescer                                                                        | PMN     | Deputado estadual | 37.245 | Eleito     |
| 2010 | Estadual em Alagoas | Frente Popular Alagoas II                                                                        | PDT     | Deputado estadual | 37.513 | Eleito     |
| 2014 | Estadual em Alagoas | Com o povo pra Alagoas mudar II (PDT / PMDB / PSC / PTB / PSD)                                   | PDT     | Deputado estadual | 41.465 | Eleito     |
| 2018 | Estadual em Alagoas | Avança mais Alagoas 1 (MDB / PPS / PDT / PR / PTB / PT / PRTB / PODE / PRP / PSD / PMN / AVANTE) | PR      | Deputado federal  | 98.201 | Eleito     |